# Working Test Cup
Working Test Cup (zkráceně WT Cup) byla pohárová soutěž pořádaná Retriever Sportem CZ (RSCZ), která byla určena pro všechna plemena retrieverů. Konaly se tři ročníky v letech 2010 až 2012. Jednalo se o tříkolovou soutěž ve working testestech (WT) v rámci WT Tour. Do celkového hodnocení byly započítávány dva nejlepší výsledky psa v dané třídě.
Původně bylo zamýšleno, že se všechny kola budou konat vždy v okolí Českých Budějovic. Takto proběhnul první ročník a i druhý ročník byl takto plánovaný. Nakonec ve druhém ročníku proběhly jen dvoje soutěže v okolí v Českých Budějovic, v posledním ročníku už žádná.

## Přehled vítězů jednotlivých tříd
| Ročník | Rok  | Třída | Vůdce / Pes                                   | 1        | 2        | 3        | Celkem body | Zdroj       |
| ------ | ---- | ----- | --------------------------------------------- | -------- | -------- | -------- | ----------- | ----------- |
|        |      |       |                                               |          |          |          |             |             |
| I.     | 2010 | E     | Petr Bubeník Blackthorn Gandalf               | CBE E2VD | CBE E2V  | CBE -    | ?           | [ 5 ] [ 6 ] |
| I.     | 2010 | L     | Jaroslava Bubeníková Blackthorn Dudhe         | CBE L2V  | CBE L2VD | CBE L4V  | ?           | [ 5 ] [ 6 ] |
| I.     | 2010 | M     | Zita Červenková Antoinette Riverdance Bohemia | CBE M4O  | CBE M1D  | CBE -    | ?           | [ 5 ] [ 6 ] |
| I.     | 2010 | S     | Martin Incédi (1) Blackthorn Biham (1)        | CBE S1VD | CBE -    | CBE S1V  | ?           | [ 5 ] [ 6 ] |
|        |      |       |                                               |          |          |          |             |             |
| II.    | 2011 | E     | Michaela Tomcová Ann Amelia Arlet Star        | TRE -    | CBE E1V  | CBE E3VD | ?           | [ 5 ]       |
| II.    | 2011 | L     | Ortrun König Chayenne von der Königsburg      | TRE -    | CBE L4VD | CBE L1V  | ?           | [ 5 ]       |
| II.    | 2011 | M     | Jaroslava Bubeníková Blackthorn Dudhe         | TRE ×    | CBE M2O  | CBE M1VD | ?           | [ 5 ]       |
| II.    | 2011 | S     | Martin Incédi (2) Blackthorn Biham (2)        | TRE S1V  | CBE -    | CBE S1V  | ?           | [ 5 ]       |
|        |      |       |                                               |          |          |          |             |             |
| III.   | 2012 | E     | Kateřina Štampachová Respectable's Charmeuse  | TAB -    | HLU E6O  | ZAH E2V  | 15          | [ 5 ] [ 7 ] |
| III.   | 2012 | L     | Miloš Fabiánek Dasha Aschinta Libami          | TAB L2V  | HLU L8N  | ZAH L1VD | 25          | [ 5 ] [ 7 ] |
| III.   | 2012 | M     | Martin Incédi Conneywarren Cody               | TAB -    | HLU M3VD | ZAH M2VD | 20          | [ 5 ] [ 7 ] |
| III.   | 2012 | S     | Martin Incédi (3) Blackthorn Biham (3)        | TAB S6N  | HLU S1VD | ZAH S1V  | 27          | [ 5 ] [ 7 ] |

| MMM T#O | MMM - název soutěže T - třída \| # - umístění \| O - ocenění |

|           | Barva                      | Popis                  | Zkratka |
| --------- | -------------------------- | ---------------------- | ------- |
|           |                            |                        |         |
| Třída     | Bez barvy                  | třída E (puppy)        | E       |
| Třída     | Bez barvy                  | třída L (novice)       | L       |
| Třída     | Bez barvy                  | třída M (intermediate) | M       |
| Třída     | Bez barvy                  | třída S (open)         | S       |
|           |                            |                        |         |
| Umístění  |                            |                        |         |
| Zlatá     | 1. místo                   | 1. místo               |         |
| Stříbrná  | 2. místo                   | 2. místo               |         |
| Bronzová  | 3. místo                   | 3. místo               |         |
| Bez barvy | n. místo                   | n. místo               |         |
|           |                            |                        |         |
| Ocenění   |                            |                        |         |
| Zelená    | výborný                    | V                      |         |
| Zelená    | velmi dobrý                | VD                     |         |
| Zelená    | dobrý                      | D                      |         |
| Zelená    | obstál                     | O                      |         |
| Červená   | neobstál                   | N                      |         |
|           |                            |                        |         |
| Ostatní   |                            |                        |         |
| Bez barvy | nestartoval                | -                      |         |
| Bez barvy | třída neotevřena           | ×                      |         |
| Modrá     | neklasifikován / odstoupil | n.c.                   |         |
| Černá     | diskvalifikován            | DSQ                    |         |

## Přehled rozhodčích a lokalit
| Ročník | Kolo | Název                    | Datum                 | Lokalita                        | Rozhodčí                            | Startujících |
| ------ | ---- | ------------------------ | --------------------- | ------------------------------- | ----------------------------------- | ------------ |
| I.     | 1.   | WT Cup České Budějovice  | 27. - 28. březen 2010 | Milíkovice                      | Athanasios Keller Wolfgang Harrer   | 38           |
| I.     | 2.   | WT Cup České Budějovice  | 12. - 13. červen 2010 | Milíkovice                      | Stefano Martinoli Martin Incédi     | 31 (3)       |
| I.     | 3.   | WT Cup České Budějovice  | 14. - 15. srpen 2010  | Kamenný Újezd                   | Karel van Loo Bohumil Kovář         | 45           |
| II.    | 1.   | WT Cup Třebíč            | 26. - 27. březen 2011 | Bažantnice (Penzion Bažantnice) | Barbara Bachleitner Wolfgang Harrer | 24 (2)       |
| II.    | 2.   | WT Cup České Budějovice  | 18. - 19. červen 2011 | Kamenný Újezd (Penzion Štilec)  | Athanasios Keller Bohumil Kovář     | 24 (1)       |
| II.    | 3.   | WT Cup České Budějovice  | 13. - 14. srpen 2011  | Milíkovice                      | Rita Kökény Ton Buijs               | 39           |
| III.   | 1.   | WT Cup Tábor             | 21. - 22. duben 2012  | Turovec                         | Mark Bettinson Jamie Bettinson      | 30           |
| III.   | 2.   | WT Cup Hluboká 2012      | 11. - 12. srpen 2012  | Munice                          | Andrea Böszörményi Fons Exelmans    | 43           |
| III.   | 3.   | WT Cup Finále Zahradiště | 6. - 7. říjen 2012    | Zahradiště                      | Csaba Karai Peter Novota            | 33 (1)       |

- Startujících - počet startující (počet startujících mimo soutěž).

Zdroje: